# Algernon Percy, IV duca di Northumberland
Algernon Percy, IV duca di Northumberland (Coventry, 15 dicembre 1792 – Coventry, 12 febbraio 1865) è stato un ammiraglio inglese.

## Biografia
Era il figlio di Hugh Percy, II duca di Northumberland, e di sua moglie, Frances Burrell, figlia di Peter Burrell, membro di un'antica famiglia della nobiltà britannica. Studiò a Eton College e al St. John's College.

## Carriera navale
Entrò nella Royal Navy nel 1805, all'età di 13 anni, e partecipò alle guerre napoleoniche. Nel 1815 venne promosso a capitano e prese il comando della HMS Cossack.
L'anno seguente fu insignito del titolo di barone Prudhoe. In seguito venne promosso ad  ammiraglio.

## Carriera politica
Il 1847 succedette al fratello come duca. Nel 1852 divenne membro del Consiglio privato e fu primo Lord dell'Ammiragliato.

## Matrimonio
Sposò, il 25 agosto 1842, Lady Eleanor Grosvenor (1820-1911), figlia di Richard Grosvenor, II marchese di Westminster. Non ebbero figli.

## Morte
Morì il 12 febbraio 1865. Alla sua morte, come duca gli succedette il nipote George.

## Ascendenza
|                                           |               |                                        | Genitori                             |  |  | Nonni |  |  | Bisnonni          |  |  | Trisnonni                    |  |
|                                           |               |                                        |                                      |  |  |       |  |  | Langdale Smithson |  |  | Hugh Smithson, III baronetto |  |
|                                           |               |                                        |                                      |  |  |       |  |  | Langdale Smithson |  |  | Hugh Smithson, III baronetto |  |
|                                           |               | Jane Langdale                          |                                      |  |  |       |  |  | Langdale Smithson |  |  |                              |  |
| Hugh Percy, I duca di Northumberland      |               |                                        |                                      |  |  |       |  |  | Langdale Smithson |  |  |                              |  |
|                                           |               | Philadelphia Reveley                   | William Reveley                      |  |  |       |  |  |                   |  |  |                              |  |
|                                           |               | Philadelphia Reveley                   | William Reveley                      |  |  |       |  |  |                   |  |  |                              |  |
|                                           |               | Philadelphia Reveley                   | Margery Willey                       |  |  |       |  |  |                   |  |  |                              |  |
| Hugh Percy, II duca di Northumberland     |               | Philadelphia Reveley                   |                                      |  |  |       |  |  |                   |  |  |                              |  |
|                                           |               | Algernon Seymour, VII duca di Somerset | Charles Seymour, VI duca di Somerset |  |  |       |  |  |                   |  |  |                              |  |
|                                           |               | Algernon Seymour, VII duca di Somerset | Charles Seymour, VI duca di Somerset |  |  |       |  |  |                   |  |  |                              |  |
|                                           |               | Algernon Seymour, VII duca di Somerset | Elizabeth Percy, baronessa Percy     |  |  |       |  |  |                   |  |  |                              |  |
| Elizabeth Seymour, II baronessa Percy     |               | Algernon Seymour, VII duca di Somerset |                                      |  |  |       |  |  |                   |  |  |                              |  |
|                                           |               | Frances Thynne                         | Henry Thynne                         |  |  |       |  |  |                   |  |  |                              |  |
|                                           |               | Frances Thynne                         | Henry Thynne                         |  |  |       |  |  |                   |  |  |                              |  |
|                                           |               | Frances Thynne                         | Grace Strode                         |  |  |       |  |  |                   |  |  |                              |  |
| Algernon Percy, IV duca di Northumberland |               | Frances Thynne                         |                                      |  |  |       |  |  |                   |  |  |                              |  |
|                                           | Peter Burrell | Peter Burrell                          |                                      |  |  |       |  |  |                   |  |  |                              |  |
|                                           | Peter Burrell | Peter Burrell                          |                                      |  |  |       |  |  |                   |  |  |                              |  |
|                                           | Peter Burrell | Isabella Merrik                        |                                      |  |  |       |  |  |                   |  |  |                              |  |
| Peter Burrell                             | Peter Burrell |                                        |                                      |  |  |       |  |  |                   |  |  |                              |  |
|                                           |               | Amy Raymond                            | Hugh Raymond                         |  |  |       |  |  |                   |  |  |                              |  |
|                                           |               | Amy Raymond                            | Hugh Raymond                         |  |  |       |  |  |                   |  |  |                              |  |
|                                           |               | Amy Raymond                            | Dinah Jones                          |  |  |       |  |  |                   |  |  |                              |  |
| Frances Julia Burrell                     |               | Amy Raymond                            |                                      |  |  |       |  |  |                   |  |  |                              |  |
|                                           |               | John Lewis                             | …                                    |  |  |       |  |  |                   |  |  |                              |  |
|                                           |               | John Lewis                             | …                                    |  |  |       |  |  |                   |  |  |                              |  |
|                                           |               | John Lewis                             | …                                    |  |  |       |  |  |                   |  |  |                              |  |
| Elizabeth Lewis                           |               | John Lewis                             |                                      |  |  |       |  |  |                   |  |  |                              |  |
|                                           |               | …                                      | …                                    |  |  |       |  |  |                   |  |  |                              |  |
|                                           |               | …                                      | …                                    |  |  |       |  |  |                   |  |  |                              |  |
|                                           |               | …                                      | …                                    |  |  |       |  |  |                   |  |  |                              |  |
|                                           |               | …                                      |                                      |  |  |       |  |  |                   |  |  |                              |  |